# Medhi Lacen
Medhi Gregory Giuseppe Lacen (Versailles, 15 mei 1984) is een Algerijns-Frans voormalig voetballer die doorgaans speelde als middenvelder. Tussen 2003 en 2018 was hij actief voor Stade Lavallois, ASOA Valence, Deportivo Alavés, Racing Santander, Getafe en Málaga. Lacen debuteerde in 2010 in het Algerijns voetbalelftal en kwam uiteindelijk tot vierenveertig interlands.

## Clubcarrière
Lacen speelde in Frankrijk voor de modale verenigingen Stade Lavallois en ASOA Valence, voor hij in 2005 naar Spanje vertrok, om te gaan spelen voor Deportivo Alavés. In zijn eerste seizoen zou hij degraderen voor de club en na twee seizoenen geen promotie te hebben behaald, verkaste hij naar Racing Santander. In zijn eerste seizoen daar pendelde hij nog tussen de reservebank en het basiselftal, maar vanaf de zomer van 2009 was Lacen een vaste waarde in de basiself van Santander. Toen zijn contract echter afliep in 2011, tekende de controleur bij Getafe, waar hij in eerste instantie voor vier jaar tekende. Op 16 april 2012 maakte hij tegen Sevilla (5–1 overwinning) zijn eerste doelpunt voor Getafe. Lacen speelde uiteindelijk 178 competitiewedstrijden voor de club voor hij in januari 2018 zijn contract liet ontbinden. Hierop tekende hij voor anderhalf jaar bij Málaga. Hierna stopte de Algerijn met profvoetbal.

## Interlandcarrière
Lacen maakte op 3 maart 2010 zijn debuut in het Algerijns voetbalelftal, toen met 0–3 verloren werd van Servië. Hij begon in de basis en werd zeven minuten voor het einde van het duel gewisseld. In juni 2010 werd hij opgenomen in de selectie voor het wereldkampioenschap voetbal 2010 in Zuid-Afrika. Daar vormde hij een duo met Hassan Yebda op het toernooi waar Algerije niet tot scoren kwam en met één punt weer huiswaarts moest vertrekken. Op 2 juni werd hij opgenomen in de selectie voor het wereldkampioenschap voetbal 2014 in Brazilië door bondscoach Vahid Halilhodžić. Met Algerije nam Lacen deel aan het Afrikaans kampioenschap voetbal 2015.